# جشنواره فیلم کن ۱۹۸۳
سی و ششمین دوره جشنواره فیلم کن در این دوره ۲۲ فیلم باهم به رقابت پرداختند که در نهایت تصنیف نارایاما، شوهئی ایمامورا برنده نخل طلا شد. این سومین باری است که یک ژاپنی برنده جشنواره کن میشود.

## هیئت داوران
- ویلیام استیرن (رئیس هیئت داوران)
- آنری آله‌کان
- سرگئی باندارچوک
- یوسف شاهین
- سلیمان سیسه
- ماری‌آنجلا ملاتو
- کارل رایز

## مسابقه
فیلم‌های زیر برای بخش مسابقه انتخاب شده‌اند:
- پول - روبر برسون
- کارمن - کارلوس سائورا
- کراس کریک - مارتین ریت
- Duvar - ییلماز گونی
- جنوب - ویکتور اریسه
- Eréndira - روی گوئرا
- Heat and Dust - جیمز ایوری
- L'Homme blessé - پاتریس شرو
- سلطان کمدی - مارتین اسکورسیزی
- کریسمس مبارک، آقای لارنس - ناگیسا اوشیما
- معنای زندگی از مانتی پایتون - تری جونز
- تصنیف نارایاما - شوهئی ایمامورا
- نوستالژی - آندری تارکوفسکی
- داستان پیرا - مارکو فرری
- بخشش‌های محبت‌آمیز - بروس برسفورد
- سال زندگی خطرناک - پیتر ویر

## برندگان
- نخل طلا: تصنیف نارایاما - شوهئی ایمامورا
- جایزه بزرگ (جشنواره فیلم کن): معنای زندگی از مانتی پایتون - تری جونز
- جایزه هیئت داوران جشنواره فیلم کن: خاریج (فیلم) - مرینال سن
- جایزه بهترین بازیگر مرد جشنواره فیلم کن: جان ماریا ولونته برای La mort de Mario Ricci
- جایزه بهترین بازیگر زن جشنواره فیلم کن: هانا شیگولا برای داستان پیرا
- جایزه بهترین کارگردان جشنواره فیلم کن:
  - روبر برسون برای پول
  - آندری تارکوفسکی برای نوستالژی